# Laura Cornelius
Laura Cornelius (Groninga, 8 febbraio 1996) è una cestista olandese.